# Shaanxi
Ikke at forveksle med naboprovinsen, Shanxi
Shaanxi (simplificeret kinesisk: 陕西, traditionel kinesisk: 陝西, pinyin: Shǎnxī, Wade-Giles: Shan-hsi) er en provins i Folkerepublikken Kina beliggende i den nordlige del af Centralkina. Provinsen strækker sig over dele af Løssplateauet Guanzhong,  egne langs den Gule Flod såvel som Qinling-bjergene i den sydlige del af provinsen.

## Inddeling
Shaanxi består af den subprovinsielle by Xi'an,  og af ni byer på præfekturniveau:
| Kort                        | Kort      | Kort   | Kort          | Kort              |
| --------------------------- | --------- | ------ | ------------- | ----------------- |
|                             |           |        |               |                   |
| #                           | Name      | Hanzi  | Pinyin        | Administrationsby |
| — Subprovinsiel by —        |           |        |               |                   |
| 1                           | Xi'an     | 西安市 | Xī'ān Shì     | Weiyang           |
| — Byer på præfekturniveau — |           |        |               |                   |
| 2                           | Ankang    | 安康市 | Ānkāng Shì    | Hanbin            |
| 3                           | Baoji     | 宝鸡市 | Bǎojī Shì     | Weibin            |
| 4                           | Hanzhong  | 汉中市 | Hànzhōng Shì  | Hantai            |
| 5                           | Shangluo  | 商洛市 | Shāngluò Shì  | Shangzhou         |
| 6                           | Tongchuan | 铜川市 | Tóngchuān Shì | Yaozhou           |
| 7                           | Weinan    | 渭南市 | Wèinán Shì    | Linwei            |
| 8                           | Xianyang  | 咸阳市 | Xiányáng Shì  | Qindu             |
| 9                           | Yan'an    | 延安市 | Yán'ān Shì    | Baota             |
| 10                          | Yulin     | 榆林市 | Yúlín Shì     | Yuyang            |

## Historie
De første mennesker bosatte sig i området for 1,15 millioner år siden og trængte så nedover og mod øst langs den Gule Flod. Shaanxi anses som en af de betydeligste oprindelsessteder for den kinesiske civilisation. Over 13 dynastier har haft sine residenser i området, blandt dem Zhou-, Qin-, Han- og Tang-dynastierne.
Den 2. februar 1556 blev provinsen ramt af det som anses at have været historiens kraftigste jordskælv. Også naboprovinserne blev ramt; 830.000 menneskeliv gik tabt.
Under dunganoprørene blev provinshovedstaden Xi’an i 1862 belejret af indtrængende Taiping-oprørere fra syd, og året efter af muslimske hui. Frem til 1872 kontrollerede hui-kineserne særlig provinsens nordlige og vestlige dele, men også nogle områder sydpå, og andre dele af det nordlige Kina. Under disse muslimske oprørene blev mange millioner dræbt, både hui- og hankinesere. Da det hele var ovre, var der kun få muslimer tilbage i Shaanxi. 
Mod slutningen af 1911 blev også Xi'an grebet af revolutionsbølgen, og provinsen Shaanxi erklærede sig uafhængig fra den kejserlige centralregering. Efter oprettelsen af Republikken Kina blev Shaanxi fra 1916 slagmark i borgerkrigen mellem de nordlige militarister, kuomintangstyrker og kommunistiske styrker. Ca. 1920 var det Anhui-kliken som dominerede, men omkring 1924 styrede Zhiligeneralerne og 1926 Kuominchun. I den nordlige del af provinsen etablerede kommunisterne sit stærke støttepunkt og centrum i og omkring Yan'an i 1935 – området var endepunktet for Den lange march.

## Geografi og klima
Den nordlige del af Shaanxi er del af en ørken som dominerer store dele af Indre Mongoliet.Syd der for og i provinsens  centrale dele,  er et løssplataeu. Qinlingbjergene  løber på tværs, fra øst til vest, i de sydlige centrale del, og syd for bjergene er klimaet subtropisk.  
Det nordlige Shaanxi er koldt om vinteren, og meget varmt om sommeren. Vinter og forår er tørre årstider. Den sydlige del af provinsen får mest regn. 
Årlig middeltemperatur er mellem 9°C og 16 °C – i januar er spændet mellem  −11 °C til 3.5 °C, og i juni fra 21 °C til 28 °C.

## Myndigheder
Den regionale leder i Kinas kommunistiske parti er Liu Guozhong. Guvernør er Zhao Yide, pr. 2021.
- Wikimedia Commons har flere filer relateret til Shaanxi

34°16′00″N 108°54′00″Ø / 34.2666667°N 108.9°Ø